# Orthilia obtusata
Orthilia obtusata är en ljungväxtart som först beskrevs av Porphir Kiril Nicolai Stepanowitsch Turczaninow, och fick sitt nu gällande namn av Hiroshi Hara. Orthilia obtusata ingår i släktet björkpyrolor, och familjen ljungväxter. Inga underarter finns listade i Catalogue of Life.